# Lukas Resch

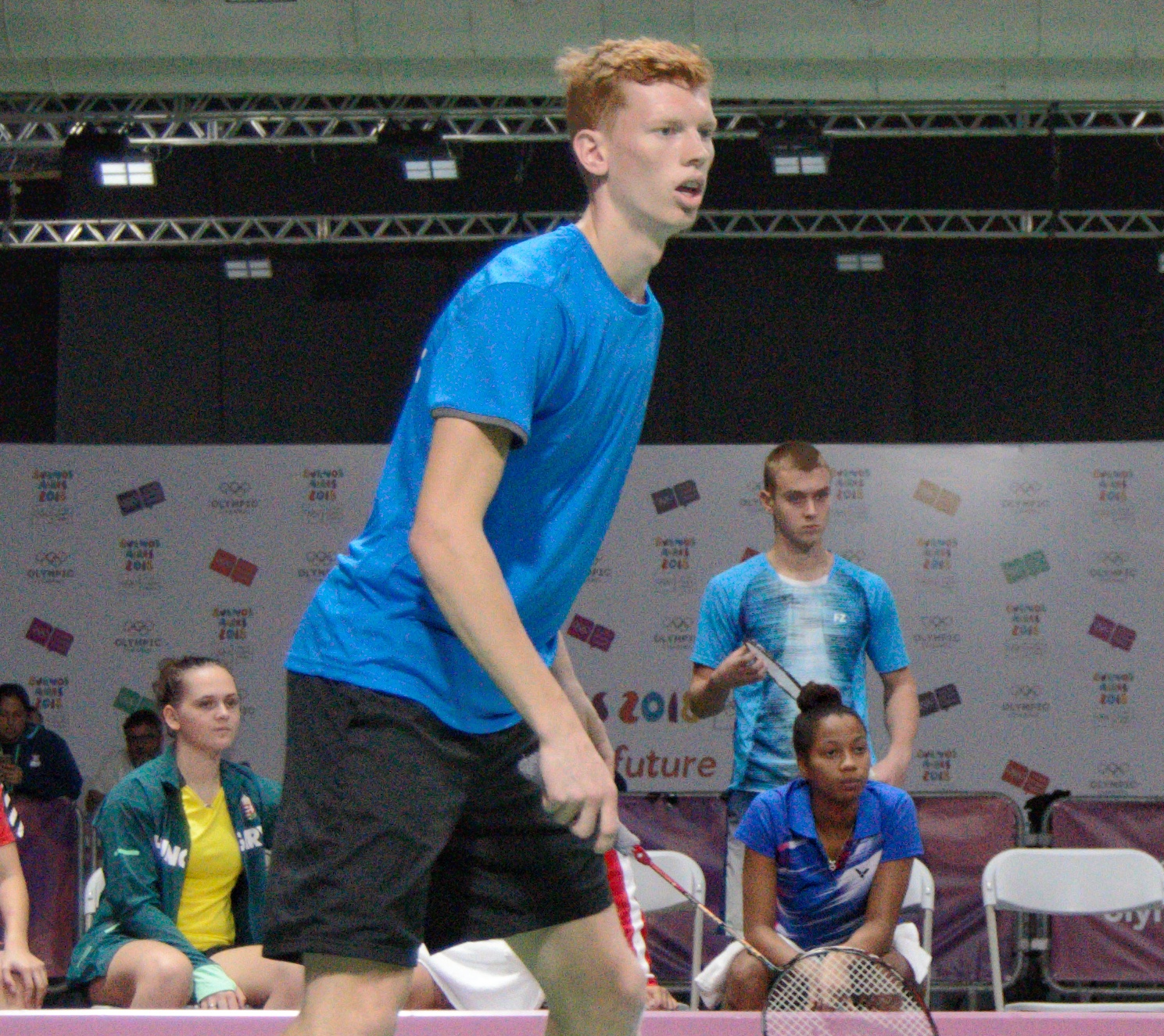
Lukas Resch bei den Olympischen Jugend-Sommerspielen 2018 in Buenos Aires

Lukas Resch (* 19. April 2000) ist ein deutscher Badmintonspieler.

## Karriere
Resch fing mit sieben Jahren an Badminton zu spielen. 2014 begann er an internationalen Juniorenturnieren teilzunehmen und war drei Jahre später bei den Cyprus Juniors im Herrendoppel mit Matthias Kicklitz und bei den Irish Juniors im Mixed an der Seite von Emma Moszczynski siegreich. Bei den Romanian International trat Resch mit Miranda Wilson als Außenseiter an und gewann bei dem Wettbewerb der BWF Future Series seinen ersten internationalen Titel im Erwachsenenbereich. 2018 triumphierte er im Gemischten Doppel bei den Polish Juniors und erspielte drei Medaillen bei den Junioreneuropameisterschaften. Sowohl im Herreneinzel als auch im Mixed mit Moszczynski und mit der deutsche Nachwuchsnationalmannschaft erreichte er den dritten Platz. Außerdem vertrat Resch Deutschland bei den Olympischen Jugend-Sommerspielen in Buenos Aires. Während er im Herreneinzel als Gruppenzweiter in der Vorrunde scheiterte, gewann er mit einem Team aus Spielern verschiedener Nationen beim Mannschaftswettbewerb die olympische Bronzemedaille. In der 1. Bundesliga, in der Resch seit 2016 für den 1. BC Beuel antrat, mit dem er von 2017 bis 2019 die Deutschen Nachwuchsmannschaftsmeisterschaften gewann, wurde er in die Saison 2017/18 mit seinem Verein Vizemeister. Im folgenden Jahr erreichte der deutsche Juniorenspieler der Jahre 2017 und 2018 in seinem Heimatland bei den German International an der Seite des Russen Vasily Kuznetsov das Podium. Nachdem er 2019 bei den Deutschen Juniorenmeisterschaften in drei Disziplinen triumphierte, stand er im Jahr darauf erstmals bei den nationalen Titelkämpfen im Herrendoppel mit Johannes Pistorius im Endspiel. Mit 19 Jahren beendete Resch seine leistungssportliche Karriere in der Nationalmannschaft, um sich auf sein Studium zu konzentrieren.

## Sportliche Erfolge
| Jahr | Veranstaltung                        | Platz | Disziplin    | Spielpartner        |
| ---- | ------------------------------------ | ----- | ------------ | ------------------- |
| 2017 | Deutsche Nachwuchsmeisterschaft 2017 | 1.    | Mannschaft   | 1. BC Beuel         |
| 2018 | Deutsche Nachwuchsmeisterschaft 2018 | 1.    | Mannschaft   | 1. BC Beuel         |
| 2018 | Bundesliga 2017/18                   | 2.    | Mannschaft   | 1. BC Beuel         |
| 2019 | Deutsche Nachwuchsmeisterschaft 2019 | 1.    | Mannschaft   | 1. BC Beuel         |
| 2019 | Deutsche Juniorenmeisterschaft 2019  | 1.    | Herrendoppel | Niclas Kirchgessner |
| 2019 | Deutsche Juniorenmeisterschaft 2019  | 1.    | Mixed        | Emma Moszczynski    |
| 2019 | Deutsche Juniorenmeisterschaft 2019  | 1.    | Herreneinzel |                     |
| 2020 | Deutsche Meisterschaft 2020          | 2.    | Herrendoppel | Johannes Pistorius  |

| Jahr | Veranstaltung                       | Platz | Disziplin    | Spielpartner      |
| ---- | ----------------------------------- | ----- | ------------ | ----------------- |
| 2017 | Cyprus Juniors 2017                 | 1.    | Herrendoppel | Matthias Kicklitz |
| 2017 | Irish Juniors 2017                  | 1.    | Mixed        | Emma Moszczynski  |
| 2017 | Romanian International 2017         | 1.    | Mixed        | Miranda Wilson    |
| 2018 | Polish Juniors 2018                 | 1.    | Mixed        | Miranda Wilson    |
| 2018 | Junioreneuropameisterschaft 2018    | 3.    | Mixed        | Emma Moszczynski  |
| 2018 | Junioreneuropameisterschaft 2018    | 3.    | Herreneinzel |                   |
| 2018 | Junioreneuropameisterschaft 2018    | 3.    | Mannschaft   | Deutschland       |
| 2018 | Olympische Jugend-Sommerspiele 2018 | 3.    | Mannschaft   | Team Theta        |
| 2019 | German International 2019           | 3.    | Herrendoppel | Vasily Kuznetsov  |